# RNIE1 (Benin)
Die RNIE1 ist eine Fernstraße in Benin, die Grand-Popo mit Porto-Novo verbindet. Die Fernstraße zweigt in Togo von der N2 ab und endet an der Grenze zu Nigeria. Dort geht die Straße in die nigerianische A51 über. In Benin ist die RNIE1 177 Kilometer lang.